# سيراس وودز
سيراس وودز (بالإنجليزية: Cyrus Woods)‏ هو دبلوماسي ومحامي أمريكي، ولد في 3 سبتمبر 1861 في فيلادلفيا في الولايات المتحدة، وتوفي في 8 ديسمبر 1938 في كليرفيلد في الولايات المتحدة.